# Pavetta richardsiae
Pavetta richardsiae är en måreväxtart som beskrevs av Diane Mary Bridson. Pavetta richardsiae ingår i släktet Pavetta och familjen måreväxter. Inga underarter finns listade i Catalogue of Life.